# Турин-Тальчинский, Абрам Наумович
Абрам Наумович Турин-Тальчинский (? — 1937) — советский юрист, прокурор Одесской области.

## Биография
С 1918 состоял членом РКП(б). С 1923 до 1925 был помощником прокурора Одесской губернии по наблюдению за органами дознания и местами заключения. С сентября 1925 до 1926 работал прокурором Мариупольского округа, с 1928 прокурором Одесского округа. С 1933 являлся прокурором Одесской области.
В период начала Большого террора вместе со своими сотрудниками пытался противодействовать противозаконным методам органов НКВД, лично часто отказывал в санкциях на арест и называл присылаемые материалы шпаргалками. 22 сентября 1936 в одесской областной газете «Чорноморська Комуна» появилась статья «Маски с двурушников сорваны», которая положила начало травле областного прокурора и его жены. 10 февраля 1937 на партийном заседании в Русском театре народный комиссар внутренних дел республики В. А. Балицкий заявил, что невозможно плодотворно вести борьбу с врагами, пока областную прокуратуру возглавляет А. Н. Турин-Тальчинский. Отстранён от должности приказом генерального прокурора СССР А. Я. Вышинского. Не выдержав полугодовой травли написал предсмертное письмо на имя секретаря одесского областного комитета КП(б)У Е. И. Вегера:
«Я был, по-видимому, слишком строптивым прокурором. Ещё раз заявляю, что я честный большевик и никогда антипартийно не мыслил.»
 12 февраля 1937 покончил жизнь самоубийством, через несколько дней его примеру последовала жена — Сарра Чарова, оставив троих круглых сирот.
В дальнейшем в том же году были расстреляны шестеро его заместителей и помощников — Р. П. Баршап, Н. Л. Булат, С. М. Заборовский, Н. Ф. Романов, Н. В. Стадзило и М. Р. Шепетовский, ещё шестеро прокуроров — А. И. Грицюта, Ю. К. Зарицкий, В. Е. Кузоваткин, М. З. Литинский, И. Г. Макаренко, Б. И. Фишерман заключены в исправительно-трудовые лагеря на длительные сроки, половина из которых (В. Е. Кузоваткин, И. Г. Макаренко, Б. И. Фишерман) погибли в Севвостлаге. Также расстрелян принявший должность областного прокурора А. И. Мелешков. Лишь один помощник областного прокурора С. А. Ионкис освободился из тюрьмы после 15 месяцев пребывания под следствием. Их семьи подверглись гонениям как ЧСИР, а имущество конфисковано.